# Ma Yunwen
Ma Yunwen (chiń. upr. 马蕴雯; chiń. trad. 馬蘊雯; pinyin Mǎ Yùnwén; ur. 19 października 1986 w Pekinie) – chińska siatkarka grająca na pozycji środkowej. Obecnie występuje w drużynie Shanghai Dunlop.
W roku 2010 podczas eliminacji do Grand Prix siatkarek 2010 została uznana za najlepszą atakującą, pokonując Brazylijkę Sheillę i Włoszkę Serenę Ortolani.

## Sukcesy klubowe
Mistrzostwo Chin:
- 2009, 2010, 2012, 2015, 2018
- 2008, 2011, 2016, 2019

Mistrzostwo Azerbejdżanu:
- 2014

## Sukcesy reprezentacyjne
Volley Masters Montreux:
- 2007, 2010
- 2005, 2006, 2008
- 2009, 2011

Grand Prix:
- 2007, 2013
- 2005

Mistrzostwa Azji:
- 2005, 2011
- 2007, 2009

Puchar Wielkich Mistrzyń:
- 2005

Puchar Azji:
- 2008, 2010
- 2012

Igrzyska Olimpijskie:
- 2008

Igrzyska Azjatyckie:
- 2010

Puchar Świata:
- 2011

## Nagrody indywidualne
- 2010: Najlepsza atakująca Igrzysk Azjatyckich